# BlackArch
BlackArch je operační systém, linuxová distribuce založená na distribuci Arch Linux a zaměřená na penetrační testování podobně jako Kali Linux. Za tím účelem obsahuje značné množství programů z oboru počítačové bezpečnosti.
První stabilní verze byla vydána v roce 2014 a nové jsou vydávány přibližně po roce.